# South Shetland Trough
Koordinaten: 61° 30′ S, 61° 5′ W
Der South Shetland Trough ist eine Tiefseerinne im Südlichen Ozean. In der Drakestraße liegt sie nördlich des Archipels der namensgebenden Südlichen Shetlandinseln.
Die Benennung wurde im Januar 1977 durch das US-amerikanische Advisory Committee on Undersea Features (ACUF) bestätigt.